# Massimo Boninsegni
Massimo Boninsegni (Génova, 1963) es un físico teórico de la materia condensada ítalo-canadiense. 

## Biografía

### Primeros años
Se licenció en física por la Universidad de Génova en 1986, un año más tarde, en 1987, se mudó a Estados Unidos, donde recibió un doctorado en física por la Universidad Estatal de Florida en 1992. Su tesis doctoral versó sobre estudios numéricos de un modelo electrónico fuertemente correlacionado de superconductividad de alta temperatura.

### Carrera
Ocupó puestos postdoctorales en la Universidad de Illinois en Urbana-Champaign y en la Universidad de Delaware, antes de convertirse en 1997 en profesor asistente de física en la Universidad Estatal de San Diego. Se trasladó a la Universidad de Alberta en 2002, donde ha sido profesor de física desde 2005.
Sus intereses de investigación se centran en las áreas de superfluidez, superconductividad, condensación de Bose-Einstein y simulaciones cuánticas de Monte Carlo. Su principal contribución es en la física cuántica computacional de muchos cuerpos, específicamente en el desarrollo del algoritmo Worm de espacio continuo para la simulación de sistemas de Bose fuertemente correlacionados a temperatura finita. También contribuyó al estudio de la fase condensada del hidrógeno molecular, principalmente de las propiedades superfluidas de pequeños cúmulos, así como de la fase supersólida de la materia.
Se le otorgó el estatus de miembro de la Sociedad Estadounidense de Física en 2007 por "el desarrollo de una nueva metodología que permite simulaciones precisas y a gran escala de Monte Carlo cuántico de sistemas de muchos cuerpos en interacción, y por su aplicación a la investigación de la fase supersólida del helio y de la superfluidez del hidrógeno molecular".